# Sergio Noda
Sergio Noda Blanco (ur. 23 marca 1987 w Hawanie) – hiszpański siatkarz kubańskiego pochodzenia, grający na pozycji przyjmującego, reprezentant Hiszpanii. 

## Sukcesy klubowe
Puchar Hiszpanii:
- 2009

Mistrzostwo Hiszpanii:
- 2009

Superpuchar Hiszpanii:
- 2009

Puchar CEV:
- 2013

Puchar Challenge:
- 2014

## Sukcesy reprezentacyjne
Liga Europejska:
- 2009, 2010, 2011

## Nagrody indywidualne
- 2011: Najlepszy atakujący i punktujący Ligi Europejskiej